# Manipulateur à distance

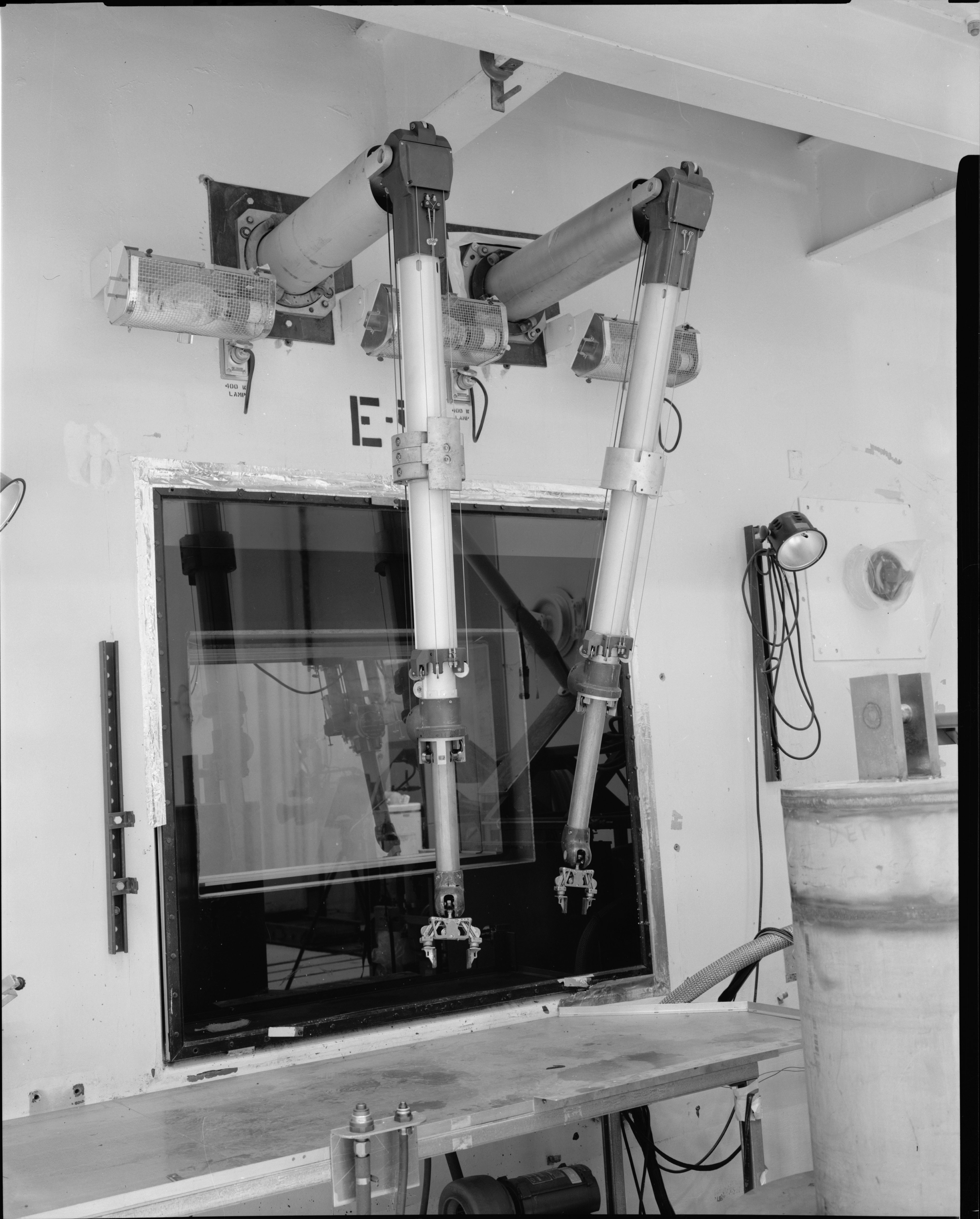
Bras manipulateurs.

Un manipulateur à distance, également connu sous le nom de téléfacteur, télémanipulateur ou Waldo (d'après la nouvelle de 1942, « Waldo », de Robert Heinlein qui met en scène un homme qui invente et utilise de tels appareils), est un appareil qui, grâce à l'électronique, l'hydraulique ou la mécanique, permet à un mécanisme semblable à une main d'être contrôlé par un opérateur humain. Le but d'un tel dispositif est généralement de déplacer ou de manipuler des matières dangereuses pour des raisons de sécurité.